# Alaa Mousa
Le texte peut changer fréquemment, n’est peut-être pas à jour et peut manquer de recul. 
Le titre et la description de l'acte concerné reposent sur la qualification juridique retenue lors de la rédaction de l'article et peuvent évoluer en même temps que celle-ci.
Alaa Mousa est un médecin syrien. Il est soupçonné de crimes contre l'humanité, tortures et exactions commises à Homs durant le conflit syrien. Il est arrêté en Allemagne le 19 juin 2020, son procès pour crime contre l'humanité s'ouvre le 19 janvier 2022 à Francfort.

## Biographie
Lorsque la révolution syrienne éclate en 2011, le docteur Alaa Mousa travaille comme médecin dans une prison des services de renseignement militaires de Homs, l'hôpital militaire 608, et à l'hôpital militaire 601 de Damas,. Durant le siège de Homs, il est chargé, avec son collègue le docteur Shuaib Al-Naqari, de visiter chaque matin la branche 261 des services de renseignements militaires « pour torturer et tuer les patients plutôt que pour les soigner », selon des témoins.
Ayant fui la Syrie, Mousa rejoint l'Allemagne en 2015, où il obtient le statut de réfugié et travaille rapidement comme orthopédiste. Le fait qu'il obtienne un permis de travail en moins de 2 mois éveille les soupçons : il aurait pu bénéficier de réseaux existants, visiblement syriens. Alaa Mousa est alors identifié par d'autres réfugiés syriens comme un ancien tortionnaire. Plusieurs témoins affirment également qu'il collecterait des informations sur les réfugiés syriens en Allemagne et militants, pour le compte du régime de Bachar el-Assad,,,.

## Exactions
Alaa Mousa est d'abord accusé d'avoir frappé un homme épileptique (arrêté avec son frère car ils venaient du quartier rebelle de Baba Amr), alors qu'il avait été appelé à intervenir après une crise d'épilepsie. Au lieu de le soigner, Mousa l'aurait, en pleine crise d'épilepsie, forcé à mettre une chaussure dans sa bouche, frappé avec un tuyau, d'abord seul, puis de nouveau avec un collègue le lendemain, et l'homme serait mort peu après. Selon d'autres témoignages, il aurait également torturé d'autres patients : il aurait notamment commis une stérilisation forcée sur un garçon de 14 ans en mettant le feu à ses organes génitaux après les avoir aspergés d'alcool,. Alaa Mousa frappait les membres fracturé des patients. Il est également accusé d'avoir pratiqué des injections mortelles à des patients ayant protesté contre ces mauvais traitements,. D'anciens collègues témoignent également qu'Alaa Mousa se serait vanté auprès d'eux d'avoir opéré un opposant blessé sans anesthésie.
Les exactions dont sont accusées le docteur Alaa Mousa sont des violences auxquelles sont encouragés les personnels des hôpitaux, notamment les hôpitaux militaires, où la torture est généralisée, selon les témoignages d'autres soignants et anciens patients. Le refus de soin et la torture de toute personne soupçonnée de ne pas soutenir le régime de Bachar el-Assad fait partie intégrante du système de répression du régime syrien, accusé de crime contre l'humanité. Alaa Mousa était cependant surnommé « docteur torture » par ses victimes,,,.

## Justice
Arrêté le 19 juin 2020, dans le land de Hesse, où il exerçait de nouveau comme médecin, par les autorités judiciaires allemandes, agissant sur le fondement de la compétence universelle, Alaa Mousa est placé en détention provisoire pendant un an, avant d'être inculpé de crimes contre l'humanité. En décembre 2020, le parquet fédéral ajoute de nouvelles charges à son encontre, dont un meurtre et dix-huit actes de torture.  En juillet 2021, l'acte d'accusation comporte 18 chefs d'inculpation, le procès s'ouvre le 19 juin 2022 devant la Haute cour régionale de Francfort (de),.
Alaa Mousa aurait des connexions importantes avec le régime syrien, qui, après son inculpation, lui aurait apporté de l'aide via l'ambassade de Syrie à Berlin pour qu'il tente de fuir l'Allemagne puis pour l'aider à former une équipe pour sa défense juridique.
Son procès est suivi par l'ONG Syria Justice and Accountability Centre,.